# فقه المعاملات في الإسلام
فقه المعاملات معرفة الأحكام الشرعية العملية المتعلقة بالمعاملات المالية والأسرة والقضاء والجنايات والعقود وغيرها، وهو قسم من علم الفقه الإسلامي، أو علم فروع الفقه، الذي يتضمن قسمين أساسيين هما:
1. فقه العبادات، ويشتمل على الأحكام العملية، لأفعال المكلف وعلاقته بالله تعالى، وهي: الطهارة والصلاة، والزكاة، والصوم، والحج وما يندرج تحت ذلك
2. فقه المعاملات: ويتضمن جملة من الأحكام الشرعية العملية، التي تنظم علاقة المكلف بالآخرين. فيشمل: الأحكام المدنية، وفقه الأسرة (الزواج والطلاق ونحوهما)، والمرافعات (القضاء والشهادة، والجنايات، والعلاقات بين الحاكم والمحكوم، والعلاقات الدولية، والأحكام الاقتصادية، والعقود، والتصرفات الصحيحة، والفاسدة، وأحكام، ومواضيع فرعية متعددة.

فالمعاملات خمسة كما يقول ابن عابدين «المعاوضات المالية، والمناكحات، والمخاصمات، والأمانات، والتركات» ومن المعاصرين من يقيد فقه المعاملات بالأمور المالية وتحت هذا العنوان العام (فقه المعاملات) تندرج عدة اصطلاحات؛ الاقتصاد الإسلامي، المعاملات الأدبية، النظام المالي، القانون المدني، القانون التجاري.

## نبذة عن الفقه الإسلامي
الفقه في اللغة بمعنى: العلم بالشيء والفهم له، والإدراك، وغلب في العلم بالأحكام الشرعية.
واصطلاحا: معرفة الأحكام الشرعية، المكتسبة من الأدلة التفصيلية.
قال العمريطي في نظم الورقات:
وعلم الفقه يدرس الأحكام الفرعية، أما أصول الأحكام بمعنى: (الأدلة)؛ فمرجعها علم أصول الفقه.

وأما موضوع الفقه؛  فهو: «الأحكام الشرعية العملية، المتعلقة بأفعال المكلف». فيشمل العبادات مثل: الصلاة، والصوم، والحج، وغيرها. والمعاملات مثل: البيع، والوكالة، وغيرها.

## فقه المعاملات
فقه المعاملات هو قسم عام من علم الفقه أحد العلوم الإسلامية وقد قسم الفقهاء موضوع الأحكام الشرعية إلى قسمين هما: (العبادات) و (المعاملات).
 وفقة المعاملات هو: الأحكام الشرعية العملية التي تنظم أفعال المكلف وعلاقة الشخص بالغير، فيشمل علاقة المسلم بمن وافقه أو خالفه في الدين، والأحكام المدنية، والشخصية، والمعاملات المالية، والعقود وغير ذلك.معناها التمكن من معرفة احكام المعاملات المالية والإحاطة بمقاصدها.
 والمعاملات في الفقه تتضمن موضوعات أساسية تدخل فيها موضوعات فرعية، ومن أهمها:
- كتاب الفرائض والوصايا، وبشمل الإرث، وشروطه وأسبابه، وموانعه، والفرض والتعصيب، والحساب، والمناسخة وقسمة التركات، وغيرها.

- كتاب البيوع، وغيرها من المعاملات، ويشمل أحكام البيع، وأنواع البيوع الصحيحة، والباطلة، والربا، وغيرها من المعاوضات، مثل: الشركة، والمساقاة، والمزارعة، والمرابحة، والمضاربة، والقرض، والرهن، وغيرها، والتبرعات مثل: الهبة، والوقف، والأحوال الشخصية مثل: الوكالة، والكفالة، والحوالة، والجعالة، والأمانات مثل: الوديعة، واللقطة.
- كتاب النكاح، وما يتعلق به من الأحكام، ويتضمن أحكاما تتعلق بالأسرة، والأحوال الشخصية، مثل: أحكام النكاح، والمهر، والطلاق، والخلع، والنفقات، والرضاع، والحضانة، وغير ذلك.
- كتاب الجنايات، ويتضمن الأحكام الجنائية مثل: القتل، والقصاص، والدية، والأروش، والقسامة وغير ذلك.
- كتاب الأقضية والشهادات، ويتضمن: أحكام القضاء، وشروط القاضي، وطريقة الحكم، وغير ذلك، والأحكام المتعلقة بالشهادة والشاهد.
- كتاب الدعاوى والبينات وما يتعلق بأحكام المرافعات.
- كتاب الحدود ويتضمن أحكام الحدود مثل: حد الزنا، والقذف، وحد السرقة، والخمر، والحرابة، والردة، والبغي، والتعزير.
- كتاب الأيمان والنذور ويتضمن أحكام اليمين، والنذر، والكفارات.
- كتاب الأطعمة والأشربة
- كتاب العتق
- أبواب أخرى منها أحكام اقتصادية، وتنظيم العلاقات بين الدول، وبين الحاكم والمحكوم.

## أحكام المعاملات في كتب الفقه
قام علماء المذاهب الفقهية، بوضع تبويبات لفقه المعاملات، ويمكن التعرف عليها بصورة عامة من خلال الإطلاع على فهارس كتب الفقه مثل: كتاب
الإنصاف و
كتاب الأم وكتاب
روضة الطالبين أو فهارس
كتب الفقه العام وأيضا مثل: فهرس كتاب نهاية المحتاج.

## نماذج لكتب فقه المعاملات المالية
- قرارات وتوصيات المجمع الفقهي الإسلامي، دار القلم
- المدخل الفقهي العام، للشيخ مصطفى الزرقا
- المصارف، معاملاتها وودائعها وفوائدها، مصطفى الزرقا
- نظرية الضمان، وهبة الزحيلي
- بيع الدين في الشريعة الإسلامية، وهبة الزحيلي
- فقه المعاملات المالية والمصرفية المعاصرة، نزيه حماد
- مبدأ الرضا في العقود درسة مقارنة، علي القره داغي
- التأمين الإسلامي، على القرة داغي
- عقد الاستصناع، كاسب البدران
- العقود المالية المركبة، عبد الله العمراني
- الملكية ونظرية العقد، محمد أبو زهرة
- الغرر وأثره في العقود، الصديق الأمين الضرير
- الخيار وأثره في العقود، عبد الستار أبو غدة
- المعاملات المالية المعاصرة، محمد عثمان شبير

## وصلات وروابط
- فقه المعاملات
- كتب أصول الفقه نسخة محفوظة 8 مايو 2014 على موقع واي باك مشين.
- حاجيات (أصول فقة)